# William Joensen
Pour les articles homonymes, voir Joensen.
William Michael Joensen, né le 8 juillet 1960 à Waterloo (Iowa), est un évêque catholique américain, évêque de Des Moines depuis 2019. Sa devise est Exquirite faciem suam.

## Biographie

### Formation
William Joensen naît dans l'Iowa d'Alfred W. Joensen et Marilyn E. (née Simington) Joensen. Il est l'aîné de cinq enfants et grandit à Ames (Iowa). Il obtient un bachelor's degree en zoologie  de l'Iowa State University, puis il étudie à l'école de médecine de l'University of Iowa, avant de se décider à entrer au séminaire en vue de la prêtrise. Il poursuit ses études au collège pontifical Josephinum de Columbus.

### Prêtre
William Joensen est ordonné prêtre le 24 juin 1989 pour l'archidiocèse de Dubuque par Mgr Kucera O.S.B. en l'église de la Nativité de Dubuque. Il passe six ans dans divers ministères paroissiaux avant de s'engager dans des études universitaires supérieures de théologie, tout en étant vicaire de l'église du Sacré-Cœur et enseignant à la Columbus High School de Waterloo de 1989 à 1992. De 1992 à 1995, il est vicaire à l'église de la Résurrection de Dubuque. William Joensen obtient un doctorat de philosophie de l'université catholique d'Amérique de Washington en 2001. De retour à l'archidiocèse de Dubuque, il est aumônier du Clarke College de 2003 à 2010, puis il est aumônier du Loras College de Dubuque, tout en étant professeur associé de philosophie et directeur spirituel de tout le campus. Il est aussi directeur spirituel du St. Pius X Seminary de Dubuque. Il est aussi enseignant du séminaire du Troisième Millénaire de Cracovie qui s'intéresse en priorité à la doctrine sociale de l'Église.

### Évêque
Le pape François nomme William Joensen évêque de Des Moines le 18 juillet 2019. Il est consacré le 27 septembre suivant à l'église Saint-François-d'Assise de West Des Moines par Mgr Michael Jackels de Dubuque. 